# Simone Forti
Simone Forti (geboren 1935 in Florenz) ist eine US-amerikanische Tänzerin und Choreografin des modernen Tanzes sowie expressionistische Malerin. Sie begründete den Minimalismus im Tanz und entwickelte ein neues Körperbewusstsein. Ihre Tanzkonstruktion Huddle von 1961 wird als das bahnbrechende Stück für die Entwicklung der Performance angesehen.

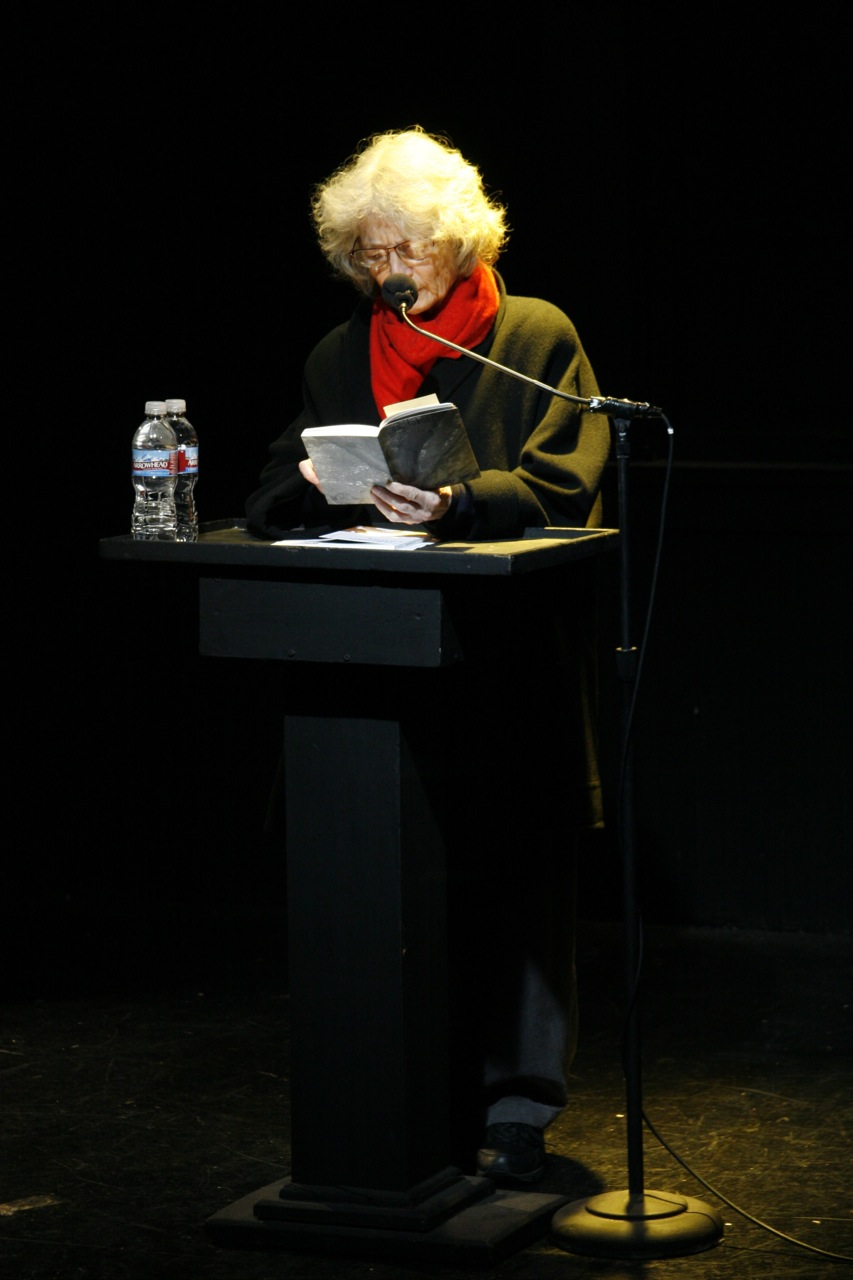
Simone Forti (2007)

## Leben
Simone Fortis Vater war jüdischer Herkunft und brachte sich und die Familie 1938 vor dem italienischen Antisemitismus und Faschismus in Sicherheit. Sie emigrierten in die Schweiz und von dort in die USA.
Forti wuchs in Los Angeles auf, heiratete früh den Künstler Robert Morris, der am Reed College arbeitete, wo sie eine Ausbildung in der bildenden Kunst begann. 1956 zogen die beiden nach San Francisco, wo sie nun, relativ spät, in Anna Halprins „Dancer’s Workshop“ mit dem Tanz begann. 1959 zogen die beiden weiter an die Ostküste, wo sie ihre Tanzausbildung u. a. bei Martha Graham und Merce Cunningham in New York City fortsetzte. Bei Robert Dunn begann sie 1960 musikalisch zu experimentieren. Ende 1960 zeigte sie in der Reuben Gallery die Stücke Rollers und See-Saw. Das Stück Huddle wurde später als das bahnbrechende Stück für die Entwicklung der Performance angesehen.
Zwischen 1962 und 1966 war Forti mit Robert Whitman verheiratet und arbeitete mit ihm an seinen Happenings. In dieser Zeit schuf sie keine eigenen Arbeiten.
Simone Forti arbeitete u. a. zusammen mit den Choreografen Anna Halprin, Merce Cunningham, Martha Graham und Trisha Brown und mit Musikern und Performern wie La Monte Young, Richard Maxfield, Charlemagne Palestine, Terry Riley und Yoko Ono.
Außerhalb der USA hat Forti als Performerin und Lehrerin in Kanada, Japan, Australien, Venezuela sowie in verschiedenen Ländern Europas gearbeitet. Unter ihren Auszeichnungen sind der Bessie Award 1995 und eine Guggenheim Fellowship 2006 hervorzuheben.

## Werk
Simone Forti begründete den Minimalismus im Tanz. In ihren Improvisationen und Performances entwickelte sie ein neues Körperbewusstsein.
Anfang der 1960er Jahre begann Forti an ihrer Serie Dance Constructions (Tanzkonstruktionen) zu arbeiten. Sie entsprangen dem Bedürfnis, das eigene körperliche Unbehagen zu nutzen, um „etwas so Einfaches und Grundlegendes wie die Anziehungskraft zwischen der Masse meines Körpers und der Erde zu spüren, oder weil ich den Wunsch hatte, zu drücken, zu ziehen und zu klettern“, schreibt Forti 2011. Im April 1961 präsentierte Forti ihr bahnbrechendes Programm An Evening of Dance Constructions in Yoko Onos riesigem Loft in Manhattan. Im Stück Herding wurden die anwesenden Zuschauer durch die Performer mehrere Male herumgetrieben, von einem Ende des Raumes zum anderen. „Diese ungewöhnliche Performance … wirkte aufgrund ihrer unaufdringlichen Demonstrantion eingeschränkter Macht skurril und nicht grob. Daher protestierte niemand“, schreibt ihre damalige Studienkollegin Yvonne Rainer 2014. Bei Fortis Tanzkonstruktionen handelt es sich zunächst um knappe textliche Anleitungen. Sie sind gedacht für eher gleichbleibende Stücke, die sich nicht entwickeln, sondern die selbst so im Raum platziert werden sollen, dass sie wie Skulpturen sind. Es können mehrere Stücke gleichzeitig aufgeführt werden. Gruppen von Tänzern setzen die Anleitung in Bewegung um, mit oder ohne statische Hilfsmittel. Bei der Tanzkonstruktion Huddle zum Beispiel klettern die Teilnehmenden auf einer Struktur, die sich aus ihren eigenen Körpern bildet. In konstanter, aber nicht eilender Bewegung lösen sich aus einer eng beieinanderstehenden Gruppe von sieben bis acht Teilnehmenden jeweils eine oder zufällig auch zwei Personen heraus, klettern an den Körpern der anderen empor und wieder zurück in die Menge, von wo sofort anschließend eine weitere Gestalt sich löst und nach oben klettert. Als ausreichende Länge sind ca. 10 Minuten angegeben. „Man assoziiert das Nach-oben-Drängen von Führungsnaturen. Oder denkt an die Erstickenden in den Gaskammern der Todeslager, die, nach Atem ringend, versuchten, an Luft zu gelangen“, schreibt Eva-Elisabeth Fischer im August 2014 in ihrer Besprechung der Werkschau im Salzburger Museum der Moderne. Huddle entziehe sich noch immer einer vorschnellen Interpretation, betont Fortis Tanzkollege Steve Paxton aus der gemeinsamen Gruppe des Judson Dance Theater, zu der auch Yvonne Rainer und Trisha Brown gehörten. Sie seien in einer metaphernfreien Zone aufgetreten, weil Forti keine Bilder vorgegeben habe. Sie habe damit eine völlig neue Haltung in die Welt des Tanzes gebracht, erinnert sich Steve Paxton 2014: „Es war für Betrachter ein Schock, eine Bedeutung vorenthalten zu bekommen, mit der sie die Erfahrung eines solchen künstlerischen Projekts hätten einordnen können.“
In der Performance Cloth von 1967 verstecken sich die Performer hinter großen Rahmen, die mit Stoff bespannt sind. Es geht nur um das Singen, wobei die Stimmen klanglich ineinandergreifen und, wenn eine aufhört, eine andere auch plötzlich auf sich allein gestellt sein kann. „Das Stück vermittelt eine Nacktheit und eine Scheuheit gegenüber der sozialen Komponente der Situation“, beschreibt Tashi Wada die Wirkung.
In ihren Stücken der Serie News Animation nimmt Forti sprachliche Bilder aus Nachrichtentexten wörtlich, etwa „in Schieflage“ als Bezeichnung für die Situation einer Gesellschaft, und arbeitet heraus, wie „das Tatsächliche durch den Körper und alle seine Teile kanalisiert“ wird, schreibt Fred Dewey 2014.
Fortis Malstil ist expressionistisch. Tanzen und Malen sieht sie als einander ähnlich an. Eva-Elisabeth Fischer beschreibt die Wirkung eines ihrer Bilder in Zusammenhang mit der Weitsicht ihres Vaters, die Familie 1938 vor den Faschisten in Sicherheit zu bringen: „Forti mit ihrem Vater an der Seite auf der Straße, das hat sie farbig satt nach einem Foto gemalt. Es ist ein Bild, das einem sehr nahegeht.“
Forti hat bereits aus ihrem neuesten Band gelesen, The Bear in the Mirror (im Erscheinen). Es ist ein experimentelles Mosaik, in dem Forti unter anderem erkundet, welche Möglichkeiten es gibt, um über die Generationen ihrer Familie zu schreiben.

## Schriften (Auswahl)
- Handbook in Motion: An Account of an Ongoing Personal Discourse and its Manifestations in Dance, Press of the Nova Scotia College of Art and Design, Halifax, Nova Scotia 1974 (Fortis erstes Künstlerbuch, 2., erweiterte Auflage 1980, erweiterte Ausgabe in französischer Sprache, Brüssel 2000)
- „Texte und Werke der Künstlerin“, S. 79–275, in: Simone Forti. Mit dem Körper denken, herausgegeben von Sabine Breitwieser für das Museum der Moderne Salzburg. Hirmer Verlag, München 2014, ISBN 978-3-7774-2277-0.